# Bezzia serena
Bezzia serena är en tvåvingeart som beskrevs av Oskar Augustus Johannsen 1931. Bezzia serena ingår i släktet Bezzia och familjen svidknott. Inga underarter finns listade i Catalogue of Life.